# Duncan Hamilton (Rennfahrer)
Duncan James Hamilton (* 30. April 1920 in Cork; † 13. Mai 1994 in Sherborne, Dorset) war ein britischer Autorennfahrer und Le Mans-Sieger.

## Karriere
Der vollbärtige Hamilton gehörte zu jener Sorte von Kfz-Werkstattbesitzern, die nach 1945 in Scharen enthusiastisch die britische und europäische Motorsportszene bevölkerten. Während des Zweiten Weltkrieges hatte er bei der Royal Air Force eine Westland Lysander geflogen und bewies damit schon seine Vielseitigkeit bei der Beherrschung anspruchsvoller technischer Geräte.
Nach der Eröffnung der Formel 1 zur Saison 1950 versuchte er sich bei fünf Rennen in den folgenden drei Jahren jeweils dreimal beim Heimgrandprix in Silverstone und je einmal bei den Großen Preisen von Deutschland und der Niederlande hinter dem Lenkrad eines Talbot-Lago, später mit einem HWM-Alta. Seine beste Platzierung war ein 12. Rang beim Grand Prix von Silverstone mit einem Talbot. Bei allen anderen Rennen zwangen ihn technische Defekte, wie Kupplungs- und Motorschäden oder eine defekte Ölpumpe zur Aufgabe.
Daraufhin entschloss er sich der Monoposto-Szene adieu zu sagen und mehr zu den Sportwagenrennen hinzuwenden, wo er 1953 an der Seite seines Freundes Tony Rolt mit einem Jaguar C-Type das 24-Stunden-Rennen von Le Mans siegreich beenden konnte, was manchen hervorragenden Sportlern jener Ära trotz diverser Anläufe verwehrt blieb.
Duncan hatte sich inzwischen in Surrey angesiedelt und wollte 1959 gemeinsam mit seinem engen Freund Mike Hawthorn, dem Formel-1-Weltmeister des Vorjahres, eine Jaguar-Werksvertretung eröffnen, als dieser im Januar mit seinem Privatwagen bei Guildford tödlich verunglückte.

## Statistik

### Statistik in der Automobil-Weltmeisterschaft

#### Gesamtübersicht
| Saison | Team            | Chassis          | Motor         | Rennen | Siege | Zweiter | Dritter | Poles | schn. Rennrunden | Punkte | WM-Pos. |
| ------ | --------------- | ---------------- | ------------- | ------ | ----- | ------- | ------- | ----- | ---------------- | ------ | ------- |
| 1951   | Duncan Hamilton | Talbot-Lago T26C | Talbot 4.5 L6 | 2      | −     | −       | −       | −     | −                | −      | NC      |
| 1952   | HW Motors       | HWM 52           | Alta 2.0 L4   | 2      | −     | −       | −       | −     | −                | −      | NC      |
| 1953   | HW Motors       | HWM 53           | Alta 2.5 L4   | 1      | −     | −       | −       | −     | −                | −      | NC      |
| Gesamt | Gesamt          | Gesamt           | Gesamt        | 5      | −     | −       | −       | −     | −                | −      |         |

#### Einzelergebnisse
| Saison | 1 | 2 | 3 | 4   | 5   | 6 | 7 | 8 | 9 |
| ------ | - | - | - | --- | --- | - | - | - | - |
| 1951   |   |   |   |     |     |   |   |   |   |
|        |   |   |   | 12  | DNF |   |   |   |   |
| 1952   |   |   |   |     |     |   |   |   |   |
|        |   |   |   | DNF |     | 7 |   |   |   |
| 1953   |   |   |   |     |     |   |   |   |   |
|        |   |   |   |     | DNF |   |   |   |   |

| Legende  | Legende            | Legende                                                          |
| Farbe    | Abkürzung          | Bedeutung                                                        |
| -------- | ------------------ | ---------------------------------------------------------------- |
| Gold     | –                  | Sieg                                                             |
| Silber   | –                  | 2. Platz                                                         |
| Bronze   | –                  | 3. Platz                                                         |
| Grün     | –                  | Platzierung in den Punkten                                       |
| Blau     | –                  | Klassifiziert außerhalb der Punkteränge                          |
| Violett  | DNF                | Rennen nicht beendet (did not finish)                            |
| Violett  | NC                 | nicht klassifiziert (not classified)                             |
| Rot      | DNQ                | nicht qualifiziert (did not qualify)                             |
| Rot      | DNPQ               | in Vorqualifikation gescheitert (did not pre-qualify)            |
| Schwarz  | DSQ                | disqualifiziert (disqualified)                                   |
| Weiß     | DNS                | nicht am Start (did not start)                                   |
| Weiß     | WD                 | zurückgezogen (withdrawn)                                        |
| Hellblau | PO                 | nur am Training teilgenommen (practiced only)                    |
| Hellblau | TD                 | Freitags-Testfahrer (test driver)                                |
| ohne     | DNP                | nicht am Training teilgenommen (did not practice)                |
| ohne     | INJ                | verletzt oder krank (injured)                                    |
| ohne     | EX                 | ausgeschlossen (excluded)                                        |
| ohne     | DNA                | nicht erschienen (did not arrive)                                |
| ohne     | C                  | Rennen abgesagt (cancelled)                                      |
| ohne     | keine WM-Teilnahme |                                                                  |
| sonstige | P/fett             | Pole-Position                                                    |
| sonstige | 1/2/3/4/5/6/7/8    | Punktplatzierung im Sprint-/Qualifikationsrennen                 |
| sonstige | SR/kursiv          | Schnellste Rennrunde                                             |
| sonstige | *                  | nicht im Ziel, aufgrund der zurückgelegten Distanz aber gewertet |
| sonstige | ()                 | Streichresultate                                                 |
| sonstige | unterstrichen      | Führender in der Gesamtwertung                                   |

### Le-Mans-Ergebnisse
| Jahr | Team                        | Fahrzeug                     | Teamkollege        | Platzierung | Ausfallgrund       |
| ---- | --------------------------- | ---------------------------- | ------------------ | ----------- | ------------------ |
| 1950 | Healey Motors Ltd.          | Nash-Healey E                | Tony Rolt          | Rang 4      |                    |
| 1951 | Donald Healey Motor Company | Nash-Healey Sport Coupe      | Tony Rolt          | Rang 6      |                    |
| 1952 | Jaguar Ltd.                 | Jaguar C-Type                | Tony Rolt          | Ausfall     | Zylinder überhitzt |
| 1953 | Jaguar Cars Ltd.            | Jaguar C-Type                | Tony Rolt          | Gesamtsieg  |                    |
| 1954 | Jaguar Cars Ltd.            | Jaguar D-Type                | Tony Rolt          | Rang 2      |                    |
| 1955 | Jaguar Cars Ltd.            | Jaguar D-Type                | Tony Rolt          | Ausfall     | Getriebeschaden    |
| 1956 | Scuderia Ferrari            | Ferrari 625LM Spider Touring | Alfonso de Portago | Ausfall     | Unfall             |
| 1957 | Duncan Hamilton             | Jaguar D-Type                | Masten Gregory     | Rang 6      |                    |
| 1958 | Duncan Hamilton             | Jaguar D-Type                | Ivor Bueb          | Ausfall     | Unfall             |

### Sebring-Ergebnisse
| Jahr | Team                 | Fahrzeug      | Teamkollege | Platzierung | Ausfallgrund |
| ---- | -------------------- | ------------- | ----------- | ----------- | ------------ |
| 1956 | Jaguar New York Inc. | Jaguar D-Type | Ivor Bueb   | Ausfall     | Bremsdefekt  |

### Einzelergebnisse in der Sportwagen-Weltmeisterschaft
| Saison | Team                                  | Rennwagen                       | 1   | 2   | 3   | 4   | 5   | 6   | 7   |
| ------ | ------------------------------------- | ------------------------------- | --- | --- | --- | --- | --- | --- | --- |
| 1953   | Jaguar                                | Jaguar C-Type                   | SEB | MIM | LEM | SPA | NÜR | RTT | CAP |
| 1953   | Jaguar                                | Jaguar C-Type                   |     |     | 1   |     |     | DNF |     |
| 1954   | Jaguar                                | Jaguar D-Type                   | BUA | SEB | MIM | LEM | RTT | CAP |     |
| 1954   | Jaguar                                | Jaguar D-Type                   |     |     |     | 2   | DNF |     |     |
| 1955   | Jaguar                                | Jaguar D-Type                   | BUA | SEB | MIM | LEM | RTT | TAR |     |
| 1955   | Jaguar                                | Jaguar D-Type                   | DNF |     |     |     |     |     |     |
| 1956   | Jaguar New York Inc. Scuderia Ferrari | Jaguar D-Type Ferrari 860 Monza | BUA | SEB | MIM | NÜR | KRI |     |     |
| 1956   | Jaguar New York Inc. Scuderia Ferrari | Jaguar D-Type Ferrari 860 Monza |     | DNF |     | DNF | 3   |     |     |
| 1957   | Duncan Hamilton                       | Jaguar D-Type                   | BUA | SEB | MIM | NÜR | LEM | KRI | CAR |
| 1957   | Duncan Hamilton                       | Jaguar D-Type                   |     | 6   |     |     |     |     |     |
| 1958   | Duncan Hamilton                       | Jaguar D-Type                   | BUA | SEB | TAR | NÜR | LEM | RTT |     |
| 1958   | Duncan Hamilton                       | Jaguar D-Type                   |     |     |     |     | DNF | 6   |     |